# Dendropanax capillaris
Dendropanax capillaris är en araliaväxtart som beskrevs av M.J.Cannon och Cannon. Dendropanax capillaris ingår i släktet Dendropanax och familjen Araliaceae. Inga underarter finns listade.